# Amy O. Charkowski
Amy Olymbia Charkowski est une phytopathologiste américaine et professeure de phytopathologie à l'Université d'État du Colorado. Elle est élue membre de l'Association américaine pour l'avancement des sciences en 2020.

## Enfance et éducation
Charkowski est née à Madison. Elle effectue ses études de premier cycleen biochimie et la pathologie végétale à l'université du Wisconsin à Madison, durant lesquelles elle travaille dans un laboratoire de virologie végétale. Son intérêt dans ce domaine remonte, selon elle, à une visite en famille des fermes hydroponiques d'Epcot. Sa première expérience de recherche de premier cycle portait sur les maladies du haricot et du poivron. Elle s'inscrit en master à l'université Cornell, où elle étudie la réponse hypersensible et le système de pathogénicité et soutient en 1998 une thèse de doctorat intitulée « Pseudomonas syringae HRP gene pathogenicity islands » à l'université Cornell. Elle travaille ensuite au service de recherche du Département de l'Agriculture des États-Unis (USDA) où elle mène des recherches sur la sécurité alimentaire.

## Recherche et carrière
Après un court séjour à l'USDA, Charkowski est retournée à l'Université du Wisconsin à Madison, où elle a étudié comment les microbes manipulent les plantes,. Dans le cadre de son rôle à l'Université du Wisconsin à Madison, Charkowski dirige le programme Wisconsin Seed Potato Certification, qui supervise la certification des semences produites par les agriculteurs du Wisconsin. Les producteurs du Wisconsin sont responsables de la production des pommes de terre de semence  de la valeurd'environ 16 millions $ plantés à travers les États-Unis par an, avec environ 8% des pommes de terre des États-Unis en mesure de remonter au programme du Charkowski. Ses innovations avec le programme de certification des pommes de terre de semence du Wisconsin consistent notamment à s'assurer que les lois entourant la production de semences répondent aux normes internationales, la mise en œuvre d'un programme de culture hydroponique et l'application de programmes scientifiques pour détecter les agents pathogènes de la pomme de terre. Dans le cadre de ces efforts, Charkowski dirige l'Initiative de recherche sur les cultures spécialisées de 8,3 millions de dollars USDA. 
Charkowski a travaillé pour comprendre et contrôler les pathogènes à large spectre d'hôtes Pectobacterium et Dickeya . Ces maladies attaquent les cultures de pommes de terre dans le Wisconsin, provoquant la pourriture des pommes de terre. Charkowski a séquencé le génome des taxons Pectobacterium, permettant des recherches systématiques sur le rôle des gènes bactériens régulés à la hausse dans les tubercules en rotation. Elle a également travaillé sur le séquençage du génome de Dickeya dadantii,.
Dans ses recherches sur le génome de Pectobacterium , Charkowski a identifié que la bactérie délivrait une seule protéine effectrice (DspE) dans les cellules hôtes. Chez les plantes capables de reconnaître la protéine effectrice, la DspE peut déclencher une réponse résistive. Certaines espèces de pomme de terre peuvent résister aux effets destructeurs de la DspE tout en attaquant simultanément la Pectobacterium . Elle a essayé de déplacer les gènes défensifs qui peuvent reconnaître la DspE dans d'autres pommes de terre et plantes cultivées comme moyen de détruire les agents pathogènes. 
Depuis 2016, Amy Charkowski est professeure à l'université d'État du Colorado et directrice du département « Bioagricultural Sciences & Pest Management ».

## Prix et distinctions
- 2011 : prix Syngenta de l'American Phytopathological Society[1]
- 2016 : fellow de l'American Phytopathological Society[10]
- 2020 : membre de l'Association américaine pour l'avancement des sciences[11]

## Publications (sélection)
- (en) Alfano, Charkowski, Deng et Badel, « The Pseudomonas syringae Hrp pathogenicity island has a tripartite mosaic structure composed of a cluster of type III secretion genes bounded by exchangeable effector and conserved effector loci that contribute to parasitic fitness and pathogenicity in plants », Proceedings of the National Academy of Sciences, vol. 97, no 9,‎ 25 avril 2000, p. 4856–4861 (ISSN 0027-8424, PMID 10781092, DOI 10.1073/pnas.97.9.4856, lire en ligne )
- Ma, Hibbing, Kim et Reedy, « Host Range and Molecular Phylogenies of the Soft Rot Enterobacterial Genera Pectobacterium and Dickeya », Phytopathology, vol. 97, no 9,‎ 9 août 2007, p. 1150–1163 (ISSN 0031-949X, DOI 10.1094/PHYTO-97-9-1150, lire en ligne )
- (en) Barak, Gorski, Naraghi-Arani et Charkowski, « Salmonella enterica Virulence Genes Are Required for Bacterial Attachment to Plant Tissue », Applied and Environmental Microbiology, vol. 71, no 10,‎ 1er octobre 2005, p. 5685–5691 (ISSN 0099-2240, PMID 16204476, DOI 10.1128/AEM.71.10.5685-5691.2005, lire en ligne )

## Vie privée
Charkowski est mariée et a une fille. Elle est une exploratrice passionnée et pratique la randonnée, le vélo et le kayak.